# ХРС-100
ХРС-100 (Хибридни Рачунарски Систем) је рани хибридни рачунарски систем саграђен од 1968. до 1971. године у Институту „Михајло Пупин"-Београд. То су хибридни рачунари треће технолошке генерације, које су развили инжењери Института „Михајло Пупин“ и инжењери из Совјетског Савеза. Први систем ХРС-100 је био испоручен Совјетској академији наука у Москви крајем 1971. године. Предвиђена је била производња још неколико примерака за испоруку Чехословачкој и Источној Немачкој, али то није реализовано, већ су произведена само три система ХРС-100 за Институте АН СССР у Москви и Новосибирску .
ХРС-100 је био намењен научним и техничким истраживањима, моделирању сложених динамичких система, у реалној или убрзаној скали времена, као и за решавање читавог низа научних послова у институтима АН СССР у Москви и Новосибирску (Академгородок). Примене су биле у областима: аеро-космонаутика, енергетика, телекомуникације, микроелектроника, хемијска индустрија, биолошко-медицинска истраживања, аутоматско управљање итд, (види реф.лит.1).

## Преглед
ХРС-100 је садржао следеће делове:
- универзални дигитални рачунар:
  - централни процесор;
  - 16 килоречи од 0.9 μs, 36-битна примарна меморија од магнетних језгара, прошириве до 64 килоречи
  - секундарна меморија: изменљиви дискови (макс. 8 ком);
  - периферни уређаји (телепринтери, читач/бушач папирних трака, паралелни штампач и читач бушених картица)
- вишеструки модул аналогног рачунара;
- линк уређаји за повезивање;
- Више аналогних и дигиталних периферних уређаја:
  - за дигитални део:
    - CDC-диск јединице, типа 9432D,
    - Читач и бушач траке, типа РЕ 1001 и РЕ 4060,
    - Читач картица, типа DP SR300 (макс.300 карт/мин),
    - Линијски штампач, типа DP 2440 (макс.700 лин/мин),
    - Телепринтер IBM 735 (макс.15 зн/сек).

  - за аналогни део:
    - Вишеканални ултра-виолетни писач,
    - Тробојни осцилоскоп,
    - X-Y цртачки уређај.

## Тим пројектаната
Руководство Екипе за развој и израду система ХРС-100:
- Директор истраживања на пројекту: проф. Б. Ј. Коган (ИПУ-Москва), његови заменици: инж. Петар Врбавац и инж. Георги Константинов (ИМП-Београд)
- Главни пројектанти појединих саставних делова система ХРС-100 су:
  - Дигитални рачунар: Мр Светомир Ојданић, инж. Душан Христовић (СФРЈ), др А. Ф. Волков, инж. В. Т. Лисиков (СССР);
  - Линк веза: Мр Милан Хрушка, инж. Чедомир Миленковић(СФРЈ), инж. А. Г. Спиро (СССР);
  - Аналогни рачунари: проф. Славољуб Марјановић, проф. Павле Пејовић(СФРЈ), проф. Б. Ј. Коган, инж. Н. Н. Михајлов (СССР).
  - Софтверски систем: проф. Е. А. Трахтенгерц (СССР), проф. Недељко Парезановић(СФРЈ).